# Krosno

Krosnos vapen

Krosno är en stad i vojvodskapet Podkarpacie i sydöstra Polen. Staden har drygt 48.000 invånare. Krosno är känt för sin glastillverkning.